# ابراهیم حلبی حنفی
ابراهیم حلبی حنفی (۱۴۵۱–۱۵۴۹م) (نسب:ابراهیم بن محمّد بن ابراهیم) فقیه حنفی شامی بود. . از اهالی حلب بود، آنجا و در مصر فقه فراگرفت، سپس ساکن قسطنطینیه (استانبول امروزی) شد و همان‌جا در نود-و-چند سالگی درگذشت. مشهورترین کتابش ملتقی الأبحر در فقه است، غنیة المتملی فی شرح منیة المصلی، مختصر طبقات الحنابلة، تلخیص القاموس المحیط، تلخیص الفتاوی التاتارخانیة، تلخیص الجواهر المضیة فی طبقات الحنفیة از دیگر آثار اوست.